# Longibulbophora ammophilae
Longibulbophora ammophilae är en rundmaskart som beskrevs av Yeates 1967. Longibulbophora ammophilae ingår i släktet Longibulbophora och familjen Diphtherophoridae. Inga underarter finns listade i Catalogue of Life.